# Kobo (rappeur)
 (mars 2025).
La mise en forme du texte ne suit pas les recommandations de Wikipédia : il faut le « wikifier ».
Les points d'amélioration suivants sont les cas les plus fréquents. Le détail des points à revoir est peut-être précisé sur la page de discussion.
- Les titres sont pré-formatés par le logiciel. Ils ne sont ni en capitales, ni en gras.
- Le texte ne doit pas être écrit en capitales (les noms de famille non plus), ni en gras, ni en italique, ni en « petit »…
- Le gras n'est utilisé que pour surligner le titre de l'article dans l'introduction, une seule fois.
- L'italique est rarement utilisé : mots en langue étrangère, titres d'œuvres, noms de bateaux, etc.
- Les citations ne sont pas en italique mais en corps de texte normal. Elles sont entourées par des guillemets français : « et ».
- Les listes à puces sont à éviter, des paragraphes rédigés étant largement préférés. Les tableaux sont à réserver à la présentation de données structurées (résultats, etc.).
- Les appels de note de bas de page (petits chiffres en exposant, introduits par l'outil «  Source ») sont à placer entre la fin de phrase et le point final[comme ça].
- Les liens internes (vers d'autres articles de Wikipédia) sont à choisir avec parcimonie. Créez des liens vers des articles approfondissant le sujet. Les termes génériques sans rapport avec le sujet sont à éviter, ainsi que les répétitions de liens vers un même terme.
- Les liens externes sont à placer uniquement dans une section « Liens externes », à la fin de l'article. Ces liens sont à choisir avec parcimonie suivant les règles définies. Si un lien sert de source à l'article, son insertion dans le texte est à faire par les notes de bas de page.
- La présentation des références doit suivre les conventions bibliographiques. Il est recommandé d'utiliser les modèles {{Ouvrage}}, {{Chapitre}}, {{Article}}, {{Lien web}} et/ou {{Bibliographie}}. Le mode d'édition visuel peut mettre en forme automatiquement les références.
- Insérer une infobox (cadre d'informations à droite) n'est pas obligatoire pour parachever la mise en page.

Pour une aide détaillée, merci de consulter Aide:Wikification.
Si vous pensez que ces points ont été résolus, vous pouvez retirer ce bandeau et améliorer la mise en forme d'un autre article.
 (décembre 2021).
 (décembre 2021).
 (décembre 2021).
La mise en forme du texte ne suit pas les recommandations de Wikipédia : il faut le « wikifier ».
Les points d'amélioration suivants sont les cas les plus fréquents. Le détail des points à revoir est peut-être précisé sur la page de discussion.
- Les titres sont pré-formatés par le logiciel. Ils ne sont ni en capitales, ni en gras.
- Le texte ne doit pas être écrit en capitales (les noms de famille non plus), ni en gras, ni en italique, ni en « petit »…
- Le gras n'est utilisé que pour surligner le titre de l'article dans l'introduction, une seule fois.
- L'italique est rarement utilisé : mots en langue étrangère, titres d'œuvres, noms de bateaux, etc.
- Les citations ne sont pas en italique mais en corps de texte normal. Elles sont entourées par des guillemets français : « et ».
- Les listes à puces sont à éviter, des paragraphes rédigés étant largement préférés. Les tableaux sont à réserver à la présentation de données structurées (résultats, etc.).
- Les appels de note de bas de page (petits chiffres en exposant, introduits par l'outil «  Source ») sont à placer entre la fin de phrase et le point final[comme ça].
- Les liens internes (vers d'autres articles de Wikipédia) sont à choisir avec parcimonie. Créez des liens vers des articles approfondissant le sujet. Les termes génériques sans rapport avec le sujet sont à éviter, ainsi que les répétitions de liens vers un même terme.
- Les liens externes sont à placer uniquement dans une section « Liens externes », à la fin de l'article. Ces liens sont à choisir avec parcimonie suivant les règles définies. Si un lien sert de source à l'article, son insertion dans le texte est à faire par les notes de bas de page.
- La présentation des références doit suivre les conventions bibliographiques. Il est recommandé d'utiliser les modèles {{Ouvrage}}, {{Chapitre}}, {{Article}}, {{Lien web}} et/ou {{Bibliographie}}. Le mode d'édition visuel peut mettre en forme automatiquement les références.
- Insérer une infobox (cadre d'informations à droite) n'est pas obligatoire pour parachever la mise en page.

Pour une aide détaillée, merci de consulter Aide:Wikification.
Si vous pensez que ces points ont été résolus, vous pouvez retirer ce bandeau et améliorer la mise en forme d'un autre article.
Pour les articles homonymes, voir Kobo.
Kobo, de son vrai nom Kobo Redson, est un rappeur belge d'origine congolaise né à Bruxelles le 2 juillet 1992.

## Carrière
Le premier album de Kobo, intitulé "Période d'essai", sort en 2019. Son deuxième album, "ANAGENESE", paraît en 2022.
Après la sortie de son album "ANAGENESE", Kobo a assuré les premières parties des concerts de Damso à l'Accor Arena en décembre 2022, puis au festival de Nîmes en juin 2023.
Kobo s’est associé au réalisateur Antoine Besse pour aller tourner au Congo, son pays d’origine, un court-métrage de sept minutes avec des acteurs locaux. Dans une interview avec le magazine les Inrockuptibles en 2019, il déclare : « Ça faisait presque dix ans que je n’y étais pas retourné. Beaucoup de choses ont changé entretemps, j’ai parfois eu l’impression de marcher sur mes souvenirs, mais ça m’a permis de me rappeler qui j’étais vraiment. Avec la vie que je mène à Bruxelles, j’avais fini par perdre le sens de tout ça, mais là, le fait de mettre un peu de ma culture en avant et de retrouver le pays, j’ai eu l’impression d’être en phase avec moi-même. »
Kobo raconte : « Je ne me la joue pas artiste, j’en suis vraiment un, au point d’approcher la musique sous différents angles chaque jour. Parfois, j’écris ou je fais du son, d’autres fois, je tourne des clips ou des courts-métrages. Tout se mélange, c’est très bien. »

## Style
Kobo délivre à son audience, à travers ses morceaux, une réalité sombre et dure. Des morceaux comme "Baltimore" dépeignent la vie des "quartiers" où l'argent et la violence sont les maîtres mots. Kobo choisit ses mots avec soin, d'une voix douce et posée, néanmoins son public retrouve un tiraillement permanent entre ce qu'il voudrait être et la réalité.
Le style de Kobo est décrit comme polyvalent, un mélange de rap, R&B et soul.